# Горільченко Ганна Іванівна
Га́нна Іва́нівна Горі́льченко (1908 , Іллінці, Летичівський повіт, Подільська губернія, Російська імперія  — невідомо ) — українська державна діячка. Депутатка, член Бюджетної комісії Верховної Ради УРСР 1-го скликання (1938–1947).

## Біографія
Народилася 1908 року в родині в робітника-слюсаря в містечку Іллінці, тепер Іллінецький район, Вінницька область, Україна. Батько працював на місцевому цукровому заводі, помер 1918 року. З дитячих років наймитувала.
1923 року закінчила семирічну школу, потім — профшколу. З 1925 по 1928 рік — студентка Вінницького педагогічного технікуму. У 1927 році вступила до комсомолу.
З 1928 року працювала вчителькою початкової школи Вороновицького району Вінниччини. З 1929 року — вчителька старших класів, викладач і завпед школи колгоспного учнівства. З 1932 по 1934 рік — викладачка мови і літератури Вороновицької середньої зразкової школи Вінницької області.
У 1934 році закінчила філологічний факультет Вінницького учительського інституту.
У 1934 році переїхала до міста Деражні, де до 1938 року працювала вчителькою мови і літератури та завпедом у місцевій середній школі.
26 червня 1938 року обрана депутаткою Верховної Ради УРСР 1-го скликання по Деражнянському виборчому округу № 15 Кам'янець-Подільської області.
З червня 1938 року — інспекторка-методистка, завідувачка Деражнянського районного відділу народної освіти, з серпня 1938 року — заступниця завідувача, завідувачка Кам'янець-Подільського обласного відділу народної освіти.
Член ВКП(б) — з 1939 року.
Під час німецько-радянська війни, з липня 1941 року — в евакуації. У 1941 році — заступниця завідувача Сталінського обласного відділу народної освіти. З 1941 по 1942 рік працювала завідувачем Кизлярського окружного відділу народної освіти Орджонікідзевського (Ставропольського) краю. У 1942—1943 роках — інструктор Андижанського обласного комітету КП(б) Узбекистану.
У жовтні 1943 року повернулася на Україну, працювала уповноваженою Кам'янець-Подільського обласного комітету КП(б)У з відправки кадрів із міста Харкова. З травня 1944 по 1952 рік — завідувачка Кам'янець-Подільського обласного відділу народної освіти.
Померла в місті Хмельницькому.